# Internationella hajattackarkivet
Internationella hajattackarkivet håller reda på antalet rapporterade hajattacker varje år. Det skapades år 1958 av Shark Research Panel of the Smithsonian Institute och jobbar idag sida vid sida med Florida Museum of Natural History.
Internationella hajattackarkivets uppgift är att se i statistik på hur folk blir attackerade och vad de gjort så att man kan ta reda på fakta för att undvika hajattacker. De har hajattacker främst från de västerländska områdena, främst på grund av den dåliga publiciteten om hajattacker i de fattigare länderna då det inte alls blir en stor nyhet. På grund av den dåliga publiciteten tror man att ca 70-100 olyckor inträffar varje år i de områdena. Från år 1990 till 1996 skedde cirka 49 hajattacker varav 6 var dödliga. Ett exempel på deras studier visar att ca 78% av alla hajattacker sker vid vatten över 20 grader varmt.